# ليونارد جارفيس
ليونارد جارفيس (بالإنجليزية: Leonard Jarvis)‏ (و. 1781 – 1854 م) هو سياسي من الولايات المتحدة الأمريكية ولد في بوسطن.
وهو عضو في الحزب الجمهوري الديمقراطي، والحزب الديمقراطي الأمريكي .

## التعليم
تعلم في جامعة هارفارد.